# サギデカ
『サギデカ』は、NHK総合テレビジョンの「土曜ドラマ」で2019年8月31日から9月28日まで放送された日本のテレビドラマ。連続5回。振り込め詐欺を題材に、捉えどころのない詐欺グループの実体に迫り何としても摘発しようと死力を尽くす警視庁の女性刑事の姿を描いた社会派ヒューマンドラマ。取材に基づく安達奈緒子作によるオリジナル作品で、主演は本作がNHK初主演となる木村文乃。
NHK BS4Kにて2019年8月28日から9月25日まで毎週水曜日の19時50分から20時39分に先行放送された。

## 登場人物

### 警視庁捜査二課・南新宿分室
今宮夏蓮
演 - 木村文乃（幼少期：石川雅）
主人公。警視庁刑事部捜査第二課 刑事・警部補。振り込め詐欺担当。幼少時代に両親の犯罪で掛け子をさせられていたことがあるらしい。趣味はバイクで一人ツーリング。
森安真悟
演 - 眞島秀和
刑事・警部補。今宮の同僚。短期間だが付き合っていたことがあり、今も表には出さないが彼女の行動を心配している。
戸山祐貴
演 - 清水尋也
巡査長。所轄署から本庁に配属されて間もない若手。
向井有紗
演 - 足立梨花
巡査部長。育児中のためデスクワークを中心に情報収集やデータ分析を担当する。しかし、刑事は足で稼ぐという信条も持っており、たまには現場に立たねばという思いもある。
手塚賢三
演 - 遠藤憲一
係長・警部。今宮の上司。振込め詐欺は上を捕まえなければ対策にならないと考えており、今宮にもそう指導している。捜査二課でサンズイ（汚職）を扱っていた時代がある。
北原宗一郎
演 - 鶴見辰吾
管理官・警視。

### 振り込め詐欺グループ
加地颯人
演 - 高杉真宙
振り込め詐欺グループの「かけ子」。両親に捨てられて弟と二人で暮らしていたが、弟を衰弱死させてしまった。能力が高く、かけ子としてトップの成績を誇っており、店長や番頭に目を掛けられる。ハコが摘発された時に今宮に確保されたが、今宮とゴミ捨て場で会っていたことに気づき挨拶する。
店長・佐藤と名乗る男（内海大樹）
演 - 玉置玲央
詐欺アジトのリーダー。かけ子の募集と教育、ハコの運営を任されている。ハコの摘発の時には一人だけ秘密通路を使って逃げ出した。
古川奨也
演 - 長塚圭史
複数のアジトを束ね、実質的に詐欺組織を取り仕切る番頭。
桑原傑
演 - 田中泯
詐欺組織の首魁。指定暴力団黒玲会系桑原組組長。政治の世界にも顔が利き口利きができる。

### 今宮の家族・友人
今宮しのぶ
演 - 香川京子
今宮の祖母。焼き鳥屋「志のぶ」を一人で切り盛りする。焼き鳥の利益率の低さに嘆き、串打ちも辛くなっている。両親の犯罪に加担させられて傷ついた夏蓮を一人にしてはいけないと思っている。
廻谷（めぐりや）誠
演 - 青木崇高
テレビにも出たことのある、ベンチャー企業・オンザホライズン代表。癌の治療薬開発に取り組んでいる。バイクの一人ツーリングが趣味で、海辺の町で偶然、夏蓮と出会った。
夏蓮の父
演 - 比留間由哲
夏蓮の母
演 - 佐藤夕美子

### ゲスト
第1回　「名前のない男」
三島悦子
演 - 泉ピン子
主婦。以前に振り込め詐欺の被害に遭った。さらに、詐欺を捕まえるために騙されたふりをしてくれという電話に騙され、二度目の詐欺にあってしまう。
三島和敏
演 - 金山一彦
三島悦子の息子、詐欺に遭った母を責めた。
静岡県山内市在住の元バンドマン
演 - 藤岡正明
今宮夏蓮がかけ子の身元調査で訪ねていった。劇中で「夜中の逃走」も歌われた。

第2回 「流転する老人たち」
北村徳治
演 - 伊東四朗
元高校教師。本人はしっかりしているつもりだが、若干、認知症の兆しがある。
広瀬藍子
演 - 筒井真理子
北村の教え子（原田明美）と名乗り、困っているので助けて欲しいと近づき、
北村に地面師詐欺の片棒を担がせる。
北村の娘・志津子
演 - 広岡由里子
松澤亮治
演 - 山内圭哉
シェイドツリー社代表

老紳士
演 - 津嘉山正種
喫茶店で老人たちにシェイドツリー社への投資を熱心に勧める。
第3回 「掌中の娘」
福田亜佐美
演 - 古川琴音
クレジットカード詐欺師。幼い頃は両親の犯罪の道具だったが、ある時期からは自分が犯罪の主導的役割を担うようになった。
医師
演 - 塩野谷正幸
亜佐美の父
演 - 牧トオル
亜佐美の母
演 - 冨樫真
第4回　「金と命」
見当たり班・上野
演 - 中村靖日
街頭に立って、そこを通過する全ての人間の顔を記憶するという特技を持つ。誰がいつどの方向に通過したかをすらすらと答えてみせる。
廻谷の同志・佐川
演 - 山口翔悟
最終回　「信じるもの」
写真記者・井上
演 - 池内万作
柿田清
演 - 瀬川亮
捜査二課長。

## スタッフ
- 作 - 安達奈緒子
- 音楽 - 谷口尚久
- 編集 - 佐藤秀城
- 撮影 - 相馬和典
- 警察考証 - 志保澤利一郎
- 警察指導 - 土井紀人
- アクション指導 - 中川邦史朗
- 制作統括 - 須崎岳（NHKエンタープライズ）、髙橋練（NHK）
- 演出 - 西谷真一（NHKエンタープライズ）、村橋直樹（NHKエンタープライズ）
- 制作 - NHKエンタープライズ

## 放送日程
| 放送回 | 放送日  | 放送日  | サブタイトル     | 演出     |
| 放送回 | 総合    | BS4K    | サブタイトル     | 演出     |
| ------ | ------- | ------- | ---------------- | -------- |
| 第1回  | 8月31日 | 8月28日 | 名前のない男     | 西谷真一 |
| 第2回  | 9月07日 | 9月04日 | 流転する老人たち | 西谷真一 |
| 第3回  | 9月14日 | 9月11日 | 掌中の娘         | 西谷真一 |
| 第4回  | 9月21日 | 9月18日 | 金と命           | 村橋直樹 |
| 最終回 | 9月28日 | 9月25日 | 信じるもの       | 西谷真一 |

## 受賞歴
- ギャラクシー賞
  - 2019年9月度 月間賞[8][9]
  - 第57回（2019年度） テレビ部門 奨励賞
- 令和元年度（第74回）文化庁芸術祭賞 テレビ・ドラマ部門大賞[10]

## 関連商品
- 『サギデカ』オリジナル・サウンドトラック（2019年9月20日発売、Rambling RECORDS、品番：RBCP-3340）[11]